# Veevers-kráter
A Veevers-kráter egy becsapódási kráter Nyugat-Ausztrália területén, a Nagy-homoksivatag és a Gibson-sivatag között, egy lapos, sivatagos területen, 345 méter tengerszint feletti magasságban. A kráter átmérője 70 méter, a körbefutó sánc szélessége 20 méter, magassága 1,5 méter. A kráter mélysége 7 méter. A kráter korát egyes források négyezer és húszezer év között becslik, más források lényegesen régebbinek vélik. A becsapódó test vasmeteorit volt, tömegét 100 és 1000 tonna közöttire becslik.

## Felfedezése
A Nyugat-Ausztrália legritkábban lakott területén található becsapódási krátert 1975 júliusában fedezték fel, állami geológiai kutatások során. Nevét John Veever ausztrál geológusról kapta, aki korábban már kutatott a területen. Az alakzat becsapódási eredete kétes volt egészen 1984-ig, amikor a Shoemaker házaspár a területen vasmeteorit maradványokat talál.

## Megközelítése
A kráter igen nehezen megközelíthető helyen fekszik, távol minden jelentős lakott helytől, vagy útvonaltól. A gyenge, szántóföldi dűlőút minőségű Gary Highway földúton lehet odajutni, kizárólag terepjáróval. Alacsony sáncmagassága miatt még közelebbről is nehéz megtalálni. A helyszínen egy információs tábla található, más szolgáltatás nincs.
A legközelebbi település 90 kilométerre északnyugatra a Canning Stock Route mellett található Kunawarritji aboriginal közösség, a Well 33 víznyerőhely közelében. További települések: keletre a néhány tucat lakosú Kiwirrkurra (246 km), délre Warburton (371 km). 
A Gary Highway maga is kisebb földutak hálózathoz kapcsolódik, ilyen a délre a Gunbarrel Highway, északra Kunawarritji Highway. A legközelebbi jelentős földút Warburtonnál a Great Central Highway, a legközelebbi aszfalt főútvonal északi irányban a Great Northern Highway, közel ötszáz kilométernyire. 
Figyelembe kell venni, hogy a „road” és „highway” kifejezések Ausztráliában esetenként sok száz kilométer hosszú, alig járható dűlőutat is  jelenthetnek.

## Felkeresése
A kráter Ausztrália egyik legnéptelenebb vidékén található, távol a fontosabb utaktól és turistacélpontoktól. Mivel nagyobb település, utánpótlás, segítség csak több száz kilométer távolságra található, az odautazás komoly előkészületeket igényel. A helyszín felkeresésére ugyanazok a szabályok vonatkoznak, mint az ausztrál Outback más, távoli helyeire. Utazásra csak a leghidegebb téli hónapok alkalmasok, legcélszerűbb a június és július. Ilyenkor a nappali meleg elviselhető, esőzés nem várható. 
Az utazóknak megfelelő egészségi és erőnléti állapotban kell lenniük. Jó állapotban lévő és jól felszerelt terepjáró, két pótkerék, elegendő üzemanyag, a tervezettnél több napra elegendő víz és élelem szükséges. Az útvonalat pontosan meg kell tervezni, az útitervet megbízható ismerősöknél le kell adni, akik a késést jelenteni tudják a hatóságoknak. Pontos térkép nélkülözhetetlen, GPS, navigátor, FM adóvevő vagy műholdas telefon nagyon ajánlott. Gyaloglás esetén napsapka, napszemüveg, erős túracipő szükséges, ügyelni kell a veszélyessé válható állatokra. Műszaki hiba, eltévedés esetén szigorúan tilos a járművet elhagyni és gyalog vágni a sivatagnak. A legtávolabbi helyeken is jár napi egy-két autó, a segítséget a járműben kell kivárni. A személyi, vagy műszaki mentés horribilis költségei miatt teljes körű betegség és balesetbiztosítás, járműbiztosítás szükséges.